# Tercera División de España 1988-89
La temporada 1988-89 de la Tercera División de España de fútbol fue la cuarta categoría de las Ligas de fútbol de España durante esta campaña, por debajo de la Segunda División B y por encima de las Divisiones regionales. Comenzó el 4 de septiembre de 1988 y finalizó el 25 de junio de 1989. 

## Ascenso a Segunda División B
Obtuvieron el ascenso a Segunda División B los campeones de cada grupo, los cuales fueron los siguientes:
| Grupo II - C. Juventud Cambados Grupo II - Sporting Atlético Grupo XIII - C.D. Laredo Grupo IV - C.D. Santurtzi Grupo V - Girona F.C. Grupo VI - Benidorm C.D. | Grupo VII - C.D. Colonia Moscardó Grupo VIII - C.D. Numancia Grupo IX - C.D. Estepona Grupo X - C.D. Utrera Grupo XI - R.C.D. Mallorca Atlético Grupo XII - U.D. Salud | Grupo XIII - Orihuela Deportiva C.F. Grupo XIV - Mérida C.P. Grupo XV - C.D. Mirandés Grupo XVI - U.D. Barbastro Grupo XVII - C.D. Toledo |